# Poimenesperus marmoratus
Poimenesperus marmoratus är en skalbaggsart som beskrevs av Jordan 1894. Poimenesperus marmoratus ingår i släktet Poimenesperus och familjen långhorningar. Inga underarter finns listade i Catalogue of Life.